# Виноградное (Северная Осетия)
Виногра́дное (осет. Винограднæй) — село в Моздокском районе Республики Северная Осетия — Алания.
Административный центр муниципального образования «Виноградненское сельское поселение».

## География
Селение расположено на правом берегу реки Терек, в западной части Моздокского района. Находится в 16 км к юго-западу от районного центра Моздок и в 96 км к северо-западу от города Владикавказ.
Граничит с землями населённых пунктов: Мирный и Раздольное на востоке и Сухотское на юго-западе. На противоположном берегу реки расположена станица Павлодольская.
Населённый пункт расположен на Кабардинской равнине, в равнинной зоне республики. Вдоль долины реки Терек, с понижением с запада на восток тянутся склоны Терского кряжа. Западная часть села (улицы Советская, Новая и Подгорная) расположена в низине реки Терек. Остальная часть расположена на возвышенности Терского кряжа. Средние высоты на территории села составляют около 146 метров над уровнем моря.
Гидрографическая сеть представлена в основном рекой Терек. По южной части муниципального образования проходят артерии Малокабардинского и Надтеречного каналов, чьими водами орошаются поля сельского поселения.
Климат влажный умеренный. Среднегодовая температура воздуха составляет +10,7°С. Температура воздуха в среднем колеблется от +23,5°С в июле, до −2,5°С в январе. Среднегодовое количество осадков составляет около 550 мм. Основное количество осадков выпадает в период с мая по июль. В конце лета возможны суховеи, дующие территории Прикаспийской низменности.

## История
Изначально здесь находился аул кабардинского князя Абаева. В 1880 году на месте поместья генерала Смыкалова и военного гарнизона, немцами-переселенцами была основана колония Гнаденбург. Первопоселенцами стали 52 семьи из Баварии, Померании и других немецких земель. Они были последователями религиозного проповедника — Самуэля Готфрида Кристофа Клётера. Место было выбрано специально, так как вблизи протекала река Терек, а к западу от поселения находился большой лесной массив, который давал хороший строительный материал.
Недалеко от немецкой колонии находился хутор Николаевка (село Ново-Николаевское), который был преимущественно заселён осетинами.
Поселенцы Гнаденбурга были фактически последними иностранцами на территории Европейской части России, получившими льготы от Комитета министров, утверждённые императором Александром III в 1888 году. Колонисты были освобождены от платежа казённых и земских окладных сборов на 5 лет. Им были возвращены, внесённые ранее колонистами в казну суммы поземельного сбора и таможенных пошлин. Обеспечивалась свобода вероисповедания. Молодёжи предоставлялась отсрочка от призыва в российскую армию до 1892 года.
Наряду с выращиванием зерновых культур, в Гнаденбурге активно развивались виноградарство и виноделие, овощеводство и селекционная работа в животноводстве. Переработкой сельскохозяйственных продуктов занимались маслобойня, сыроварня и паровая мельница Зингеровых. Местная промышленность была представлена двумя кирпично-черепичными заводами и электростанцией.
В 1892 году в поселении было построено здание церкви, имевшее помещение для начальной школы.
7 августа 1915 года колония Гнаденбург была переименована в селение Смекаловское. А в 1918 году колонии было возвращено её прежнее название — Гнаденбург.
До 1910 года колония Гнаденбург вместе с соседними селениями находилась в составе Сунженского отдела Терской области. В 1922 году колония вошла в Мало-Кабардинский округ Кабардинско-Балкарской АО и с декабря 1936 года до 1944 года являлась административным центром Курпского района Кабардино-Балкарской АССР.
В 1926 году в Гнаденбурге действовали сельский совет, школа и больница, имелся клуб, работали электростанция и кооперативная лавка. В ходе коллективизации в поселении был создан Колхоз имени Карла Маркса.
Постановлением № ГКО-698сс от 21 сентября 1941 года «О переселении немцев из Краснодарского и Орджоникидзевского краёв, Тульской области, Кабардино-Балкарской и Северо-Осетинской АССР», всё немецкое население колонии было выселено в Казахстан.
Указом ПВС РСФСР от 15 июля 1942 года, селение Гнаденбург Курпского района было переименовано в селение Виноградное, а Гнаденбургский сельский совет в Виноградновский.
7 марта 1944 года Курпский район КБАССР был упразднён, а вся его территория, лежавшая к востоку от реки Курп, была передана в состав Северо-Осетинской АССР.
В 1956 году село Ново-Николаевское было упразднено и присоединено к селу Виноградное.

## Население
| 1939  | 2002  | 2010  | 2011  | 2012  | 2013  | 2014  |
| ----- | ----- | ----- | ----- | ----- | ----- | ----- |
| 1606  | ↗2674 | ↘2333 | ↗2334 | ↗2357 | ↘2342 | ↗2345 |
| 2015  | 2016  | 2017  | 2018  | 2019  | 2020  | 2021  |
| ↗2379 | ↘2363 | ↗2384 | ↗2392 | ↘2360 | ↘2332 | ↘2197 |
| 2023  | 2024  | 2025  |       |       |       |       |
| ↘2167 | ↘2155 | ↘2149 |       |       |       |       |

Национальный состав
По данным Всероссийской переписи населения 2021 года:
| Народ   | Численность, чел. | Доля от всего населения, % |
| ------- | ----------------- | -------------------------- |
| осетины | 1 383             | 62,95 %                    |
| турки   | 568               | 25,85 %                    |
| русские | 194               | 8,83 %                     |
| другие  | 52                | 2,37 %                     |
| всего   | 2 197             | 100 %                      |

## Социальная структура
- Средняя общеобразовательная школа — ул. Советская, 63.
- Дошкольное учреждение «Детский сад № 6» — ул. Садовая, 24.
- Врачебная амбулатория — ул. Советская, 1.

## Достопримечательности
- Церковь Покрова Богородицы
- Здание и кладбище с надмогильными памятниками основателям немецкого поселения Гнаденбург — памятник архитектуры; объект культурного наследия[20].

## Улицы
| Ворошилова  |
| Заводская   |
| Иристонская |
| Колхозная   |
| Кулачкова   |

| Малая Садовая |
| Молодёжная    |
| Новая         |
| Плиева        |
| Подгорная     |

| Полевая      |
| Пролетарская |
| Садовая      |
| Советская    |
| Степная      |

## Известные жители и уроженцы
- Отто Рудольфович Адлер (род. 1934) — Герой Социалистического Труда[21].